# Islandia en los Juegos Olímpicos de Roma 1960
Islandia estuvo representada en los Juegos Olímpicos de Roma 1960 por un total de 9 deportistas que compitieron en 2 deportes.  
El portador de la bandera en la ceremonia de apertura fue el atleta Pétur Rögnvaldsson. El equipo olímpico islandés no obtuvo ninguna medalla en estos Juegos.